# روك لي (لاعب كرة سلة)
روك لي (1 مايو 1955 بلاهويا في الولايات المتحدة - ) (بالإنجليزية: Rock Lee)‏ هو لاعب كرة سلة أمريكي في مركز الوسط. لعب مع San Diego State Aztecs ‏.

## وصلات خارجية
- روك لي على موقع إن بي أي (الإنجليزية)
- روك لي على موقع سبورتس رفرنس (الإنجليزية)
- روك لي على موقع كلية كرة السلة في سبورتس رفرنس.كوم (الإنجليزية)
- روك لي على موقع ريلجم (الإنجليزية)
- روك لي على موقع بروبوليرز (الإنجليزية)